# Hohes Kreuz (Münnerstadt)

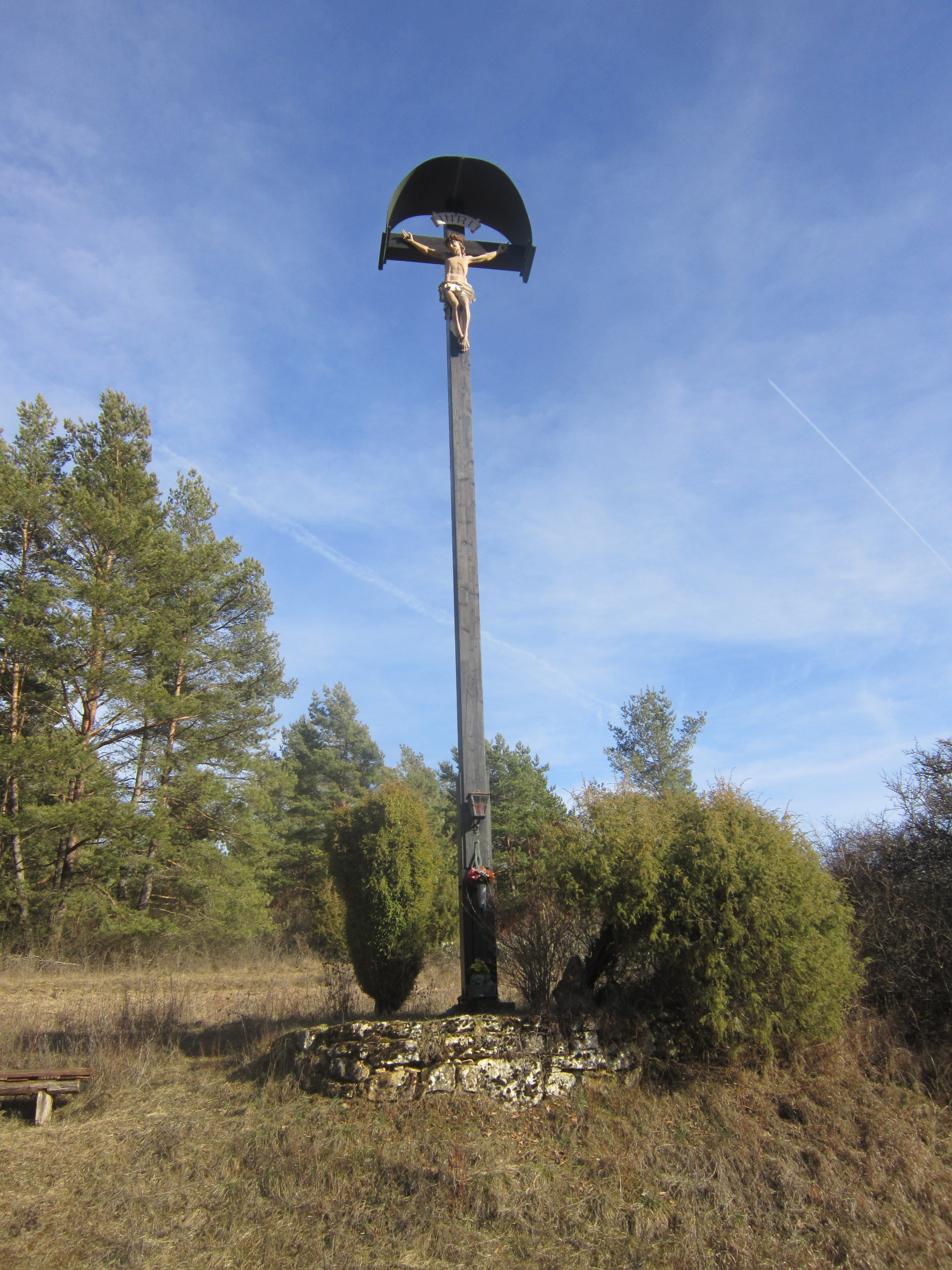
Hohes Kreuz in Münnerstadt.

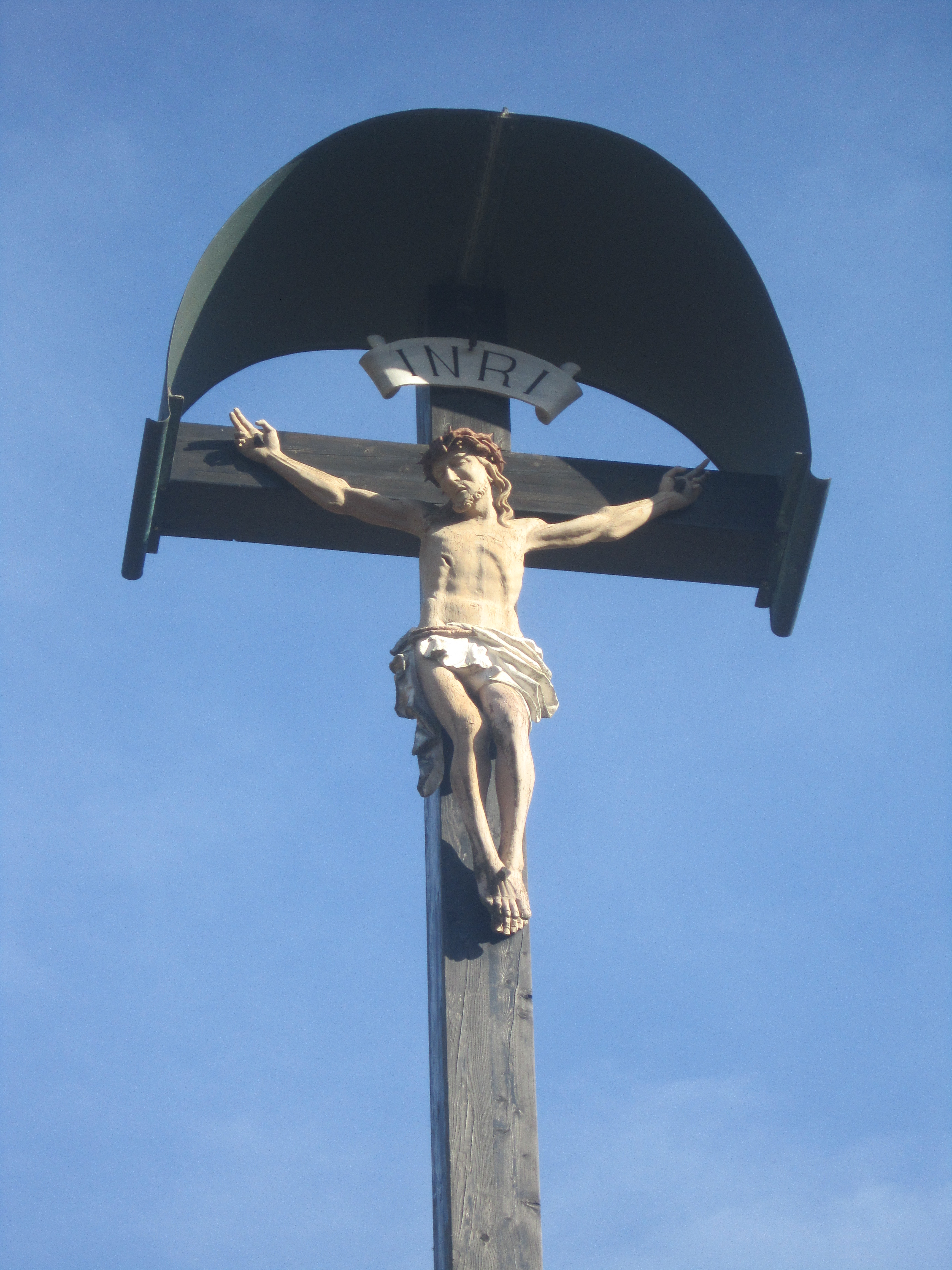
Hohes Kreuz (Nahaufnahme).

Das Hohe Kreuz ist ein Flurdenkmal in Münnerstadt, einer Stadt im unterfränkischen Landkreis Bad Kissingen. Es gehört zu den Münnerstädter Baudenkmälern und ist unter der Nummer D-6-72-135-90 in der Bayerischen Denkmalliste registriert.

## Geschichte
Das Kreuz ist etwa zehn Meter hoch und besteht aus Holz. Im Korpus des Kreuzes befindet sich eine Urkunde, aus der seine Geschichte hervorgeht. Demzufolge entstand es im Jahr 1834 und wurde von Maurermeister Aquilin Glückstein errichtet. Unbekannt ist jedoch, wer den Korpus schuf.
Ebenfalls auf der Urkunde vermerkt sind Restaurierungsarbeiten vom Jahr 1970 und die daran beteiligten Helfer. Im Rahmen dieser Restaurierung entstand auch die gärtnerische Anlage an dem Kreuz. Eine weitere gründliche Renovierung fand im Jahr 2000 statt.
Der lebensgroße Korpus ist geschnitzt und farbig gefasst. Über dem Korpus befindet sich ein geschwungenes Metalldach. Die Kreuzbalken sind imprägniert; ihre Enden sind mit Blechen ummantelt. Am Stamm ist in Augenhöhe eine Lampe mit Kerzenlicht montiert.
Heutzutage findet alljährlich Ende April die Markusprozession statt. Sie beginnt an der St.-Maria-Magdalena-Kirche und führt zur Talkirche. Auf halbem Wege macht sie am Hohen Kreuz sowie am nahe gelegenen Kreuzschlepper Halt.